# Ratos de Porão

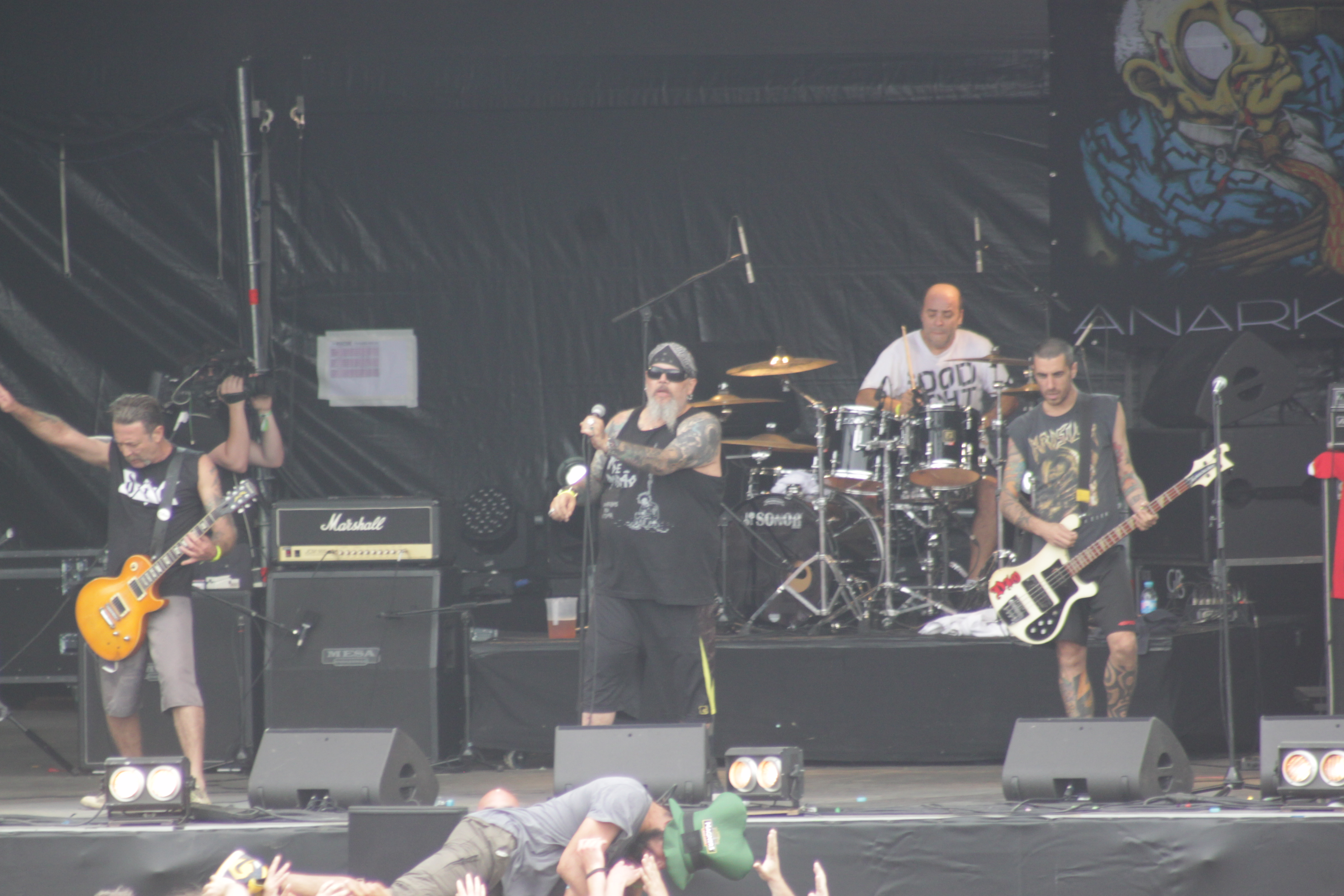

Ratos de Porão är ett Brasilianskt hardcorepunkthrash-band från São Paulo. Namnet Ratos de Porão betyder "Källarråttorna" på portugisiska. Ratos de Porão har spelat tillsammans ända sedan 1980-talet och har turnerat i stora delar av världen. De har turnerat över hela Sydamerika, Nordamerika, Europa och Japan. Trots att deras texter till stor del är på portugisiska så är de omtyckta och kända över hela världen.
Ratos de Porão fick kontrakt med Cogumelo records då de blev upptäckta av Sepultura som presenterade och hjälpte dem att få ett kontrakt, efter att Ratos de Porão varit förband på en Sepultura-konsert.
Sångaren João Gordos riktiga namn är João Benedan. På portugisiska betyder João Gordo "feta John". Han har själv tilldelat sig namnet på grund av sin övervikt. Han har varit en av de mest omtyckta och populäraste programledarna på MTV Brasil, och har två egna shower. João Gordo's Freakshow och João Gordo's Talkshow.